# Lucas Oil
A Lucas Oil é uma empresa fabricante de óleos automotivos, lubrificantes e aditivos com sede em Corona, no estado da Califórnia nos Estados Unidos, foi fundada em 1989 por Forrest Lucas.